# Меживо
Меживо — овочева закуска української кухні з баклажанів, солодких перців, моркви, цибулі, кабачків, помідорів, буряків. Іноді готується з м'ясом.

## Назва
Українське слово «межений» означає «маринований». Ймовірно, назва страви «меживо» утворилася завдяки способу приготування овочів із додаванням оцту.

## Рецепт
В основі закуски лежать перці, баклажани, кабачки. Їх попередньо готують, відварюють чи підсмажують. Цибулю та моркву пасерують, змішують з баклажанами та/або іншими овочами, і заливають заправкою з оцту, цукру, перцю, томатів, потім гасять. Перці зазвичай фарширують протушкованою масою з цибулі та моркви. Готова закуска подається в охолодженому вигляді.